# Myrcia pseudoapoda
Myrcia pseudoapoda là một loài thực vật có hoa trong Họ Đào kim nương. Loài này được Bisse & A.Rodr. mô tả khoa học đầu tiên năm 1980.